# 崔英鎮
崔 英鎮（チェ・ヨンジン、ラテン文字表記：Choi Young-jin、1948年3月29日-）は、大韓民国出身の外交官、国際公務員。2012年より2013年まで、駐アメリカ大使。2007年10月18日より駐コートジボワール国連事務総長特別代表、国際連合コートジボワール活動代表を務めていた。ラテン文字表記から「チョイ・ヨンジン」と記されることもある。
延世大学校卒業。パリ第一大学にて修士号および博士号取得。在セネガル、フランス、チュニジア、米国の韓国大使館勤務、国連平和維持活動担当国連事務総長補佐、駐オーストリア・スロベニア・ウィーン国際機関大使、国連大使などを歴任している。
2012年2月、辞任した韓悳洙駐米韓国大使の後任として、駐米韓国大使になる。2013年、退任。